# Вейнберг, Фридрих
Фридрих Вейнберг (латыш. Frīdrihs Veinbergs; 1844—1924) — латвийский юрист, журналист и общественный деятель. Участник Первого пробуждения (Атмоды), глава Рижского латышского общества (1871—1872). Издатель газеты Baltische Zeitung (1873—1875), редактировал и определял политику изданий Rīgas Lapa (1877—1880), Baltijas Vēstnesis (1900—1902), Rīgas Avīze (1902—1915) и Rīgas Latviešu Avīze (1917—1918).

## Жизнь
Родился 12 (24) января 1844 года в Лиелсвете Добленского уезда. Сын учителя. Учился в Митавской уездной школе, после окончания Митавской гимназии до 1867 года изучал право в университетах Санкт-Петербурга и Москвы. После возвращения в Митаву работал в Курляндской губернской управе.
В 1869 году Вейнберг переехал в Ригу и работал адвокатом. С февраля 1871 г. по февраль 1872 г. исполнял обязанности главы Рижского латышского общества. С 1873 по 1875 год издавал газету Baltische Zeitung, с 1876 года работал в редакциях газет Baltijas Vēstnesis и Rīgas Lapa.
С 1873 года Вейнберг работал в Лифляндской губернской управе, где участвовал в подозрительных сделках с вверенными ему деньгами, был арестован и приговорён к тюремному заключению, которое по состоянию здоровья было заменено домашним арестом. Во время ареста он занимался переводами и публицистикой, а также руководил зарубежным и внутренним отделами Baltijas Vēstnesis (1880—1887). В это время он опубликовал статьи в газетах Iz latviešu-leišu histores (1885) и Politische Gedanken aus Lettland (Лейпциг, 1885). Их, незаконно ввезённые, конфисковали и уничтожили.
В 1885 году Вейнберг был помилован и восстановил свои права адвоката, а в 1887 году стал секретарём Лифляндской губернской управы, а затем зарабатывал как присяжный адвокат и глава Baltijas Vēstnesis (1900—1902). В 1902 году основал Rīgas Avīze, в которой выражал национальные консервативные взгляды и боролся против идей социал-демократов. В 1905 году основал Латышскую народную партию и объявил её старейшей политической организацией Латвии, появление которой датируется 1883 годом.
После того, как германские войска осенью 1917 года заняли Ригу, Вейнберг возглавил Rīgas Latviešu Avīzе, и 22 декабря 1917 года был избран членом прогерманского Лифляндского земского совета (ландтага). Позже Вейнберг также поддержал основание Объединённого Балтийского герцогства в 1918 году. Умер 24 мая 1924 г., похоронен на Большом кладбище .

## Общественно-политические взгляды
Газета Baltijas Vēstnesis, возглавляемая Фридрихом Вейнбергом, стремилась пробудить национальное самосознание латышей, чтобы они развивали свою собственность и культуру, встали рядом с другими культурными народами в экономической и духовной жизни. В конце XIX века балтийские немцы (остзейцы) приобрели большое влияние в объединённой германской прессе, где Юлиус Экардс, бывший редактор Rigasche Zeitung, руководил изданием Grenzboten и выступал с критикой национальных чаяний латышей. Он утверждал, что в Риге появилось революционное общество младолатышей, всеобъемлющее вольнодумство которых слито с нехваткой образования.
Политические взгляды Вейнберга обобщены в двух работах, опубликованных анонимно в 1885 году — сперва в Baltijas Vēstnesis, позже в отдельной книге в историческом трактате Iz latviešu-leišu vēstures, и в брошюре Politische Gedanken AUS Lettland (Политические мысли из Латвии), напечатанной в Лейпциге. Его уверенность основана на предположении, что латыши и литовцы — это одна нация, разделенная на две ветви из-за Ливонских крестовых походов. Таким образом, великая история литовского дворянства также является частью исторической идентичности латышей. Напротив, история Балтии — это история остзейцев. В книге «Политические мысли из Латвии» Вейнберг объяснил немецкоязычным читателям огромную опасность раскола между латышами и остзейцами и предупредил о надвигающейся социальной катастрофе. Чтобы её избежать, внутреннее управление Лифляндской губернии должно быть передано высшим слоям латышей, поскольку они по-прежнему находятся в согласии с крестьянами.